# Lewis L. Lorwin
Lewis Levine Lorwin (* 4. Dezember 1883; † 6. Juni 1970) war ein US-amerikanischer Ökonom und Sozialwissenschaftler russisch-jüdischer Herkunft.
Der Bruder des Komponisten Mischa Levitzki erwarb 1912 den Doktorgrad an der Columbia University. Er unterrichtete dann an der Columbia und an der University of Montana, wo er von 1916 bis 1919 Professor für Ökonomie war. Hier entstand sein Buch Taxation of Mines in Montana. Später war er Mitherausgeber der New York World und Russlandkorrespondent der Chicago Daily News sowie Professor am Beloit College. 1924 veröffentlichte er ein Buch über die Geschichte der International Ladies Garment Workers Union unter dem Titel The Woman's Garment Workers. Es folgten weitere Schriften zur Wirtschaftsgeschichte und Geschichte der Arbeiterbewegung.

## Schriften
- Economic Consequences of the Second World War
- The American Federation of Labor: History, Policies, and Prospects
- The International Labor Movement: History, Policies, Outlook
- Labor and Internationalism